# 슈톨츠-체사로 정리
해석학에서 슈톨츠-체사로 정리(영어: Stolz–Cesàro theorem)는 두 수열의 비가 수렴할 충분조건을 제시하는 정리이다. 체사로 평균의 일반화로 볼 수 있다. 또한 이는 로피탈의 정리의 이산적인 형태로 볼 수 있는데, 도함수의 개념 대신 계차수열의 개념을 사용한다.

## 정의
두 실수열 {\displaystyle (a_{n})_{n\in \mathbb {N} }}, {\displaystyle (b_{n})_{n\in \mathbb {N} }}이 다음 두 조건을 만족시킨다고 하자.
- 분모 수열이 다음 세 조건 가운데 하나를 만족시킨다.
  - (0에 수렴하는 순단조수열) {\displaystyle b_{1}<b_{2}<\cdots }이거나 {\displaystyle b_{1}>b_{2}>\cdots }이며, 또한 {\displaystyle \lim _{n\to \infty }b_{n}=0}
  - (양의 무한대에 수렴하는 순증가수열) {\displaystyle b_{1}<b_{2}<\cdots }이며, {\displaystyle \lim _{n\to \infty }b_{n}=+\infty } (이는 무계 순증가수열과 동치이다.)[1]
  - (음의 무한대에 수렴하는 순감소수열) {\displaystyle b_{1}>b_{2}>\cdots }이며, {\displaystyle \lim _{n\to \infty }b_{n}=-\infty } (이는 무계 순감소수열과 동치이다.)
- (계차수열의 비의 넓은 의미 수렴) {\displaystyle \lim _{n\to \infty }{\frac {\Delta a_{n}}{\Delta b_{n}}}\in \mathbb {R} \sqcup \{\pm \infty \}}

그렇다면, 슈톨츠-체사로 정리에 따르면 다음이 성립한다.
- {\displaystyle \lim _{n\to \infty }{\frac {a_{n}}{b_{n}}}=\lim _{n\to \infty }{\frac {\Delta a_{n}}{\Delta b_{n}}}\in \mathbb {R} \sqcup \{\pm \infty \}}

## 증명
가장 기본적인, {\displaystyle (b_{n})_{n\in \mathbb {N} }}이 양의 무한대에 수렴하는 순증가수열이고, 비의 극한이 실수에 수렴하는 경우를 증명하자. 우선 다음과 같이 정의하자.
{\displaystyle \lim _{n\to \infty }{\frac {\Delta a_{n}}{\Delta b_{n}}}=\ell }
그렇다면, {\displaystyle (b_{n})_{n\in \mathbb {N} }}이 순증가수열임을 같이 고려하면, 임의의 {\displaystyle \epsilon >0}에 대하여, {\displaystyle N\in \mathbb {N} }이 존재하여, 임의의 {\displaystyle n\geq N}에 대하여 다음이 성립한다.
{\displaystyle (\ell -\epsilon )\Delta b_{n}<\Delta a_{n}<(\ell +\epsilon )\Delta b_{n}}
이를 {\displaystyle n}에 {\displaystyle N,N+1,\dots ,n}를 대입하여 합을 구하면
{\displaystyle (\ell -\epsilon )(b_{n}-b_{N})<a_{n}-a_{N}<(\ell +\epsilon )(b_{n}-b_{N})}
이다. 또한 {\displaystyle (b_{n})_{n\in \mathbb {N} }}의 모든 항이 0보다 크다 가정할 수 있으므로,
{\displaystyle (\ell -\epsilon )\left(1-{\frac {b_{N}}{b_{n}}}\right)<{\frac {a_{n}}{b_{n}}}-{\frac {a_{N}}{b_{n}}}<(\ell +\epsilon )\left(1-{\frac {b_{N}}{b_{n}}}\right)}
이다. 여기서 {\displaystyle \lim _{n\to \infty }b_{n}=+\infty }이므로, {\displaystyle N'\in \mathbb {N} }이 존재하여, 임의의 {\displaystyle n\geq N'}에 대하여,
{\displaystyle \ell -2\epsilon <{\frac {a_{n}}{b_{n}}}<\ell +2\epsilon }
이다. 즉,
{\displaystyle \lim _{n\to \infty }{\frac {a_{n}}{b_{n}}}=\ell }

## 관련 명제

### 부분적 역
슈톨츠-체사로 정리의 역은 일반적으로 성립하지 않는다. 예를 들어, 두 수열
{\displaystyle (a_{n})=(10,10,100,100,1000,1000,\ldots )}
{\displaystyle (b_{n})=(10,11,100,101,1000,1001,\ldots )}
을 정의하였을 때, {\displaystyle (b_{n})_{n\in \mathbb {N} }}은 양의 무한대에 수렴하는 순증가수열이고, {\displaystyle \lim _{n\to \infty }{\frac {a_{n}}{b_{n}}}=1}이지만, {\displaystyle {\frac {\Delta a_{n}}{\Delta b_{n}}}}의 극한은 존재하지 않는다. 그러나 그 부분적 역인 다음 명제는 참이다. 두 실수열 {\displaystyle (a_{n})_{n\in \mathbb {N} }}, {\displaystyle (b_{n})_{n\in \mathbb {N} }}이 다음 조건들을 만족시킨다고 하자.
- {\displaystyle b_{n},\Delta b_{n}\neq 0\qquad \forall n\in \mathbb {N} }
- {\displaystyle \left({b_{n} \over \Delta b_{n}}\right){}_{n\in \mathbb {N} }}은 유계 수열이다.
- {\displaystyle \lim _{n\to \infty }{\frac {a_{n}}{b_{n}}}\in \mathbb {R} \sqcup \{\pm \infty \}}

그렇다면, 다음이 성립한다.
- {\displaystyle \lim _{n\to \infty }{\frac {\Delta a_{n}}{\Delta b_{n}}}=\lim _{n\to \infty }{\frac {a_{n}}{b_{n}}}\in \mathbb {R} \sqcup \{\pm \infty \}}

### 한 가지 변형
슈톨츠-체사로 정리의 한 가지 변형은 다음과 같다. 두 실수열 {\displaystyle (a_{n})_{n\in \mathbb {N} }}, {\displaystyle (b_{n})_{n\in \mathbb {N} }}이 다음 조건들을 만족시킨다고 하자.
- {\displaystyle a_{n},b_{n}>0\qquad \forall n\in \mathbb {N} }
- {\displaystyle (b_{n})_{n\in \mathbb {N} }}은 양의 무한대에 수렴하는 순증가수열이다.
- {\displaystyle \lim _{n\to \infty }{\sqrt[{b_{n+1}-b_{n}}]{\frac {a_{n+1}}{a_{n}}}}\in \mathbb {R} \sqcup \{\pm \infty \}}

그렇다면, 다음이 성립한다.
- {\displaystyle \lim _{n\to \infty }{\sqrt[{b_{n}}]{a_{n}}}=\lim _{n\to \infty }{\sqrt[{b_{n+1}-b_{n}}]{\frac {a_{n+1}}{a_{n}}}}\in \mathbb {R} \sqcup \{\pm \infty \}}

### 일반화
슈톨츠-체사로 정리의 일반화된 형식은 다음과 같다. 실수열 {\displaystyle (a_{n})_{n\in \mathbb {N} }}과, 양의 무한대에 수렴하는 순증가 실수열 {\displaystyle (b_{n})_{n\in \mathbb {N} }}에 대하여 다음이 성립한다.
{\displaystyle \liminf _{n\to \infty }{\frac {\Delta a_{n}}{\Delta b_{n}}}\leq \liminf _{n\to \infty }{\frac {a_{n}}{b_{n}}}\leq \limsup _{n\to \infty }{\frac {a_{n}}{b_{n}}}\leq \limsup _{n\to \infty }{\frac {\Delta a_{n}}{\Delta b_{n}}}}

## 예
슈톨츠-체사로 정리를 사용하여 다음과 같은 극한을 구해보자.
{\displaystyle \lim _{n\to \infty }{\frac {1+2^{k}+\cdots +n^{k}}{n^{k+1}}}={\frac {1}{k+1}}\qquad (k\in \mathbb {N} )}
분모는 정리의 전제를 만족시킨다. 즉, {\displaystyle (n^{k+1})_{n\in \mathbb {N} }\qquad (k\in \mathbb {N} )}는 양의 무한대에 수렴하는 증가수열이다. 이에 따라, 이 극한은 계차수열의 비의 극한과 같다.
{\displaystyle {\begin{aligned}\lim _{n\to \infty }{\frac {1+2^{k}+\cdots +n^{k}}{n^{k+1}}}&=\lim _{n\to \infty }{\frac {(n+1)^{k}}{(n+1)^{k+1}-n^{k+1}}}\\&=\lim _{n\to \infty }{\frac {n^{k}+kn^{k-1}+\cdots }{(k+1)n^{k}+{\frac {k(k+1)}{2}}n^{k-1}+\cdots }}\\&=\lim _{n\to \infty }{\frac {1+k\cdot {\frac {1}{n}}+\cdots }{(k+1)+{\frac {k(k+1)}{2}}\cdot {\frac {1}{n}}+\cdots }}\\&={\frac {1}{k+1}}\end{aligned}}}

### 평균의 극한
슈톨츠-체사로 정리를 사용하여 일부 평균의 극한에 대한 명제를 증명할 수 있다. 즉, {\displaystyle \lim _{n\to \infty }a_{n}=a}인 실수열 {\displaystyle (a_{n})_{n\in \mathbb {N} }}에 대하여 다음이 성립한다.
(산술 평균의 극한) {\displaystyle \lim _{n\to \infty }{\frac {a_{1}+a_{2}+\cdots +a_{n}}{n}}=a}
(기하 평균의 극한) {\displaystyle \lim _{n\to \infty }{\sqrt[{n}]{a_{1}a_{2}\cdots a_{n}}}=a}
(조화 평균의 극한) {\displaystyle \lim _{n\to \infty }{\frac {n}{{\frac {1}{a_{1}}}+{\frac {1}{a_{2}}}+\cdots +{\frac {1}{a_{n}}}}}=a}
(멱평균의 극한) {\displaystyle \lim _{n\to \infty }{\sqrt[{p}]{\frac {a_{1}^{p}+a_{2}^{p}+\cdots +a_{n}^{p}}{n}}}=a\qquad (p\neq 0)}
(일반화된 f-평균의 극한) {\displaystyle \lim _{n\to \infty }f^{-1}\left({\frac {f(a_{1})+f(a_{2})+\cdots +f(a_{n})}{n}}\right)=a} ({\displaystyle f}는 가역 연속 함수)
마찬가지로, 다음이 성립한다. (여기서 {\displaystyle w_{n}>0\forall n\in \mathbb {N} }이며 {\displaystyle \sum _{n=0}^{\infty }w_{n}=+\infty }이다.)
(가중 산술 평균의 극한) {\displaystyle \lim _{n\to \infty }{\frac {w_{1}a_{1}+w_{2}a_{2}+\cdots +w_{n}a_{n}}{w_{1}+w_{2}+\cdots +w_{n}}}=a}
(가중 기하 평균의 극한) {\displaystyle \lim _{n\to \infty }{\sqrt[{w_{1}+w_{2}+\cdots +w_{n}}]{a_{1}^{w_{1}}a_{2}^{w_{2}}\cdots a_{n}^{w_{n}}}}=a}
(가중 조화 평균의 극한) {\displaystyle \lim _{n\to \infty }{\frac {w_{1}+w_{2}+\cdots +w_{n}}{{\frac {w_{1}}{a_{1}}}+{\frac {w_{2}}{a_{2}}}+\cdots +{\frac {w_{n}}{a_{n}}}}}=a}
(가중 멱평균의 극한) {\displaystyle \lim _{n\to \infty }{\sqrt[{p}]{\frac {w_{1}a_{1}^{p}+w_{2}a_{2}^{p}+\cdots +w_{n}a_{n}^{p}}{w_{1}+w_{2}+\cdots +w_{n}}}}=a}
(가중 일반화된 f-평균의 극한) {\displaystyle \lim _{n\to \infty }f^{-1}\left({\frac {w_{1}f(a_{1})+w_{2}f(a_{2})+\cdots +w_{n}f(a_{n})}{w_{1}+w_{2}+\cdots +w_{n}}}\right)=a} ({\displaystyle f}는 가역 연속 함수)

### 기타
슈톨츠-체사로 정리는 로피탈의 정리의 증명에 사용될 수 있다.

## 역사
오스트리아의 수학자 오토 슈톨츠(독일어: Otto Stolz)와 이탈리아의 수학자 에르네스토 체사로(이탈리아어: Ernesto Cesàro)가 제시하였다.

## 같이 보기
- 로피탈의 정리
- 타우버의 정리
- 코시 수렴 판정법
- 수열의 극한
- 점근 표기법
- 체사로 평균
- 체사로 합

## 참고 문헌
1. ↑  伍胜健 (2009년 8월). 《数学分析. 第一册》 (중국어). 北京: 北京大学出版社. ISBN 978-7-301-15685-8.
2. ↑  “L’Hopital’s Theorem”. 《IMOmath》 (영어). 2021년 5월 6일에 원본 문서에서 보존된 문서. 2015년 8월 28일에 확인함.
3. ↑  Stolz, Otto (1885), 《Vorlesungen über allgemeine Arithmetik: nach den Neueren Ansichten》 (독일어), Leipzig: Teubners, 173–175쪽, JFM 17.0116.01
4. ↑  Cesàro, Ernesto (1888). “Sur la convergence des séries”. 《Nouvelles annales de mathématiques (series 3)》 (프랑스어) 7: 49–59. JFM 20.0242.01.

- Mureşan, Marian (2008), 《A Concrete Approach to Classical Analysis》 (영어), Berlin: Springer, 85쪽, ISBN 978-0-387-78932-3.
- Pólya, George; Szegő, Gábor (1925), 《Aufgaben und Lehrsätze aus der Analysis》 (독일어) I, Berlin: Springer.
- Фихтенгольц Г. М. Курс дифференциального и интегрального исчисления. —  М.:  Физматлит, 2001. — Т. 1.
- G. M., Fichtenholz (2002). 《Rachunek różniczkowy i całkowy》 (폴란드어) 1 12판. Warszawa: Wydawnictwo Naukowe PWN. 55-56쪽. ISBN 83-01-02175-6.